# مثيلة

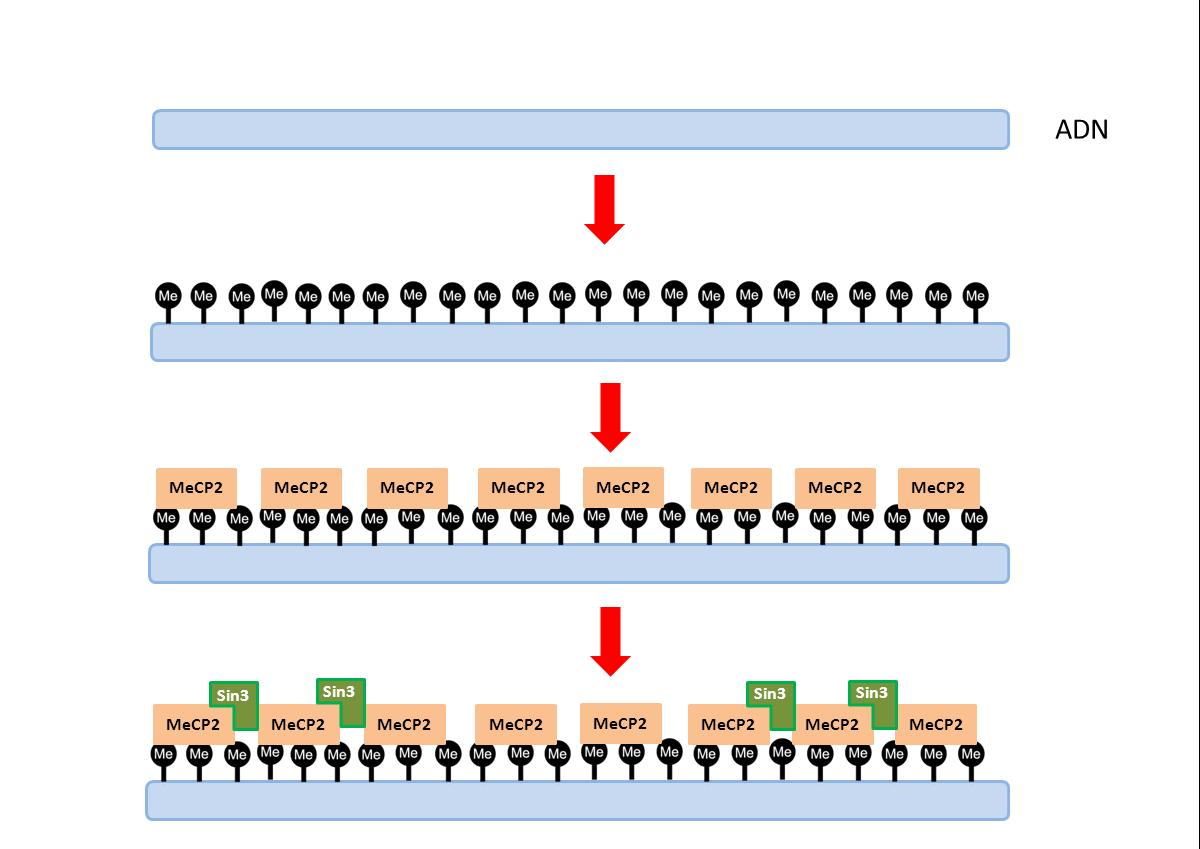

المَثْيَلَة  في الكيمياء هي عملية إضافة مجموعة ميثيل إلى ركيزة (Substrate)، ومن حيث المبدأ فهي تندرج ضمن عمليات الألكلة، والتي تحل فيها مجموعة ميثيل مكان ذرة هيدروجين في الجزيء الهدف.
تصادف حالة المثيلة بشكل شائع في الكيمياء والكيمياء الحيوية وفي علم التربة وفي العلوم الحيوية. تحفّز عملية المثيلة في الأنظمة الحيوية على سبيل المثال بواسطة الإنزيمات من أجل تحوير الفلزات الثقيلة حيوياً، ومن أجل ضبط التعبير الجيني ووظائف البروتينات.

## استخدام بكتيري
تستخدم البكتيريا المثيلة كجزء من الدفاع عن نفسها ضد الفيروسات التي قد تهاجمها (بكتريوفاج). غالبا ما تنجح البكتيريا بتدمير الفيروس بواسطة كسر اربطة حمضه النووي بمساعدة تدعى إنزيمات الاقتطاع.  تقوم انزيمات أخرى بمثيلة المادة الوراثية الخاصة بالبكتيريا حتى تميزها عن الحمض النووي الخاص بالفيروس. وبالتالي حماية البكتيريا من التدمير الذاتي.
تشترك المثيلة بعمليات جينية عديدة منها:
- إضافة مجموعة مثيل للطرف 5 mRNA المتكون حديثا.

خلال عملية نسخ الدنا تضاف احيانا نوكلوئيتيدات بشكل خاطئ. غالبا ما تنجح اليات الرقابة في الخلية بكشف الخطا خلال عملية النسخ، حيث يستبدل النوكولوئوتيد غير المناسب بآخر مناسب. الإزالة الخاطئة لنوكلوئتيد من سلسلة ضد الاتجاه تؤدي إلى ظهور طفرة دائمة. لذلك، تستطيع آليات الرقابة المتواجدة في الخلية التمييز بين سلسلة الدنا الأصلية وتلك المستنسخة وذلك من خلال ارتباط قواعد الادنين في السلسلة الاصلية بمجموعة المثيل. أما السلسلة المتكونة حديثا لا تمر بعملية المثيلة من الكواشف الكيميائية المستخدمة في عملية المثيلة كل من الميثانول وكبريتات ثنائي الميثيل وديازو الميثان بالإضافة إلى ميثيل الليثيوم. أما في الأوساط الحيوية فيعد الحمض الأميني ميثيونين المزود الأساسي لمجموعة الميثيل وذلك على شكل S-أدينوسين ميثيونين.
تسمى العملية المعاكسة لإضافة الميثيل باسم نزع الميثيل Demethylation.